# Церковь Георгия Победоносца (Шуша)
Церковь Георгия Победоносца или Шушинская крепостная церковь (также Шушинская военно-местная церковь во имя Св. Великомученика Георгия Победоносца) — русская-православная церковь находившаяся в городе Шуша. Снесена в 1970-х годах.

## История
Церковь располагалась на краю города, в татарской части Шуши, на улице Казанчецоц. Точная дата постройки церкви неизвестна. Предположительно она была построена в 1830—1837 годах на средства военных. Церковь представляла собой каменное здание, в виде молитвенного дома, соединявшееся с колокольней. Вместимость храма составляла 350 человек. В ведении Епархиального начальства церковь не состояла, и до 1902 года называлась Шушинская крепостная церковь. По штату при церкви находился один священник и псаломщик. Андрей Фадеев побывавший в городе, отмечал наличие одной русской церкви в Шуше, которая имела замечательный резной иконостас
В 1865 году священником церкви был Алексей Гаврилов, который «ведомством Главного Инспектора учебных заведений на Кавказе и за Кавказом» был назначен законоучителем в Шушинское уездное училище

## Иконы
В церкви находилась икона Св. Георгия Победоносца, с двумя надписями. Верхняя надпись гласила: «Сооружен иждивением командовавшим Херсонским гренадерским полком подполковником Ребиным 2-м, 1817 г. Октября 21 дня»; Нижняя: «усердием от князя Николая Алексеевича Волконского 1795 г. Апр. 24 дня». Кроме этого при церкви было три образа, принадлежавшие Грузинским линейным батальонам.